# Nebo (Illinois)
Nebo – wieś w Stanach Zjednoczonych, w stanie Illinois, w hrabstwie Pike.